# Сурков, Егор Григорьевич
Егор Григорьевич Сурков (1 мая 1916, Фоновка, Тамбовская губерния — 1999, Липецк) — командир отделения мотострелково-пулемётного батальона 10-й отдельной гвардейской Городокской Краснознамённой ордена Суворова танковой бригады, гвардии старший сержант — на момент представления к награждению орденом Славы 1-й степени.

## Биография
Родился 18 апреля 1916 года в селе Фоновка (ныне — Петровского района Тамбовской области). Работал в колхозе, с 1940 года — на заводе в Москве. В ноябре 1941 года с заводом эвакуирован в город Камбарка Удмуртии.
В Красной Армии с 1937 по 1940 и с 1942 года. В боях Великой Отечественной войны с ноября 1942 года. Воевал на Калининском и 1-м Прибалтийском фронтах. Особо отличился во время боёв по освобождению Белоруссии и Литвы.
Командир отделения мотострелково-пулемётного батальона 10-й отдельной гвардейской танковой бригады гвардии старший сержант Сурков в июне 1944 года при ликвидации окружённой группировки противника в районе деревни Верховье на броне танка с подчинёнными ворвался в расположение врага. Отделение огнём из автомата и в рукопашных схватках уничтожило около 20 противников, несколько вражеских солдат взяло в плен, захватило несколько пушек и миномётов. 7 июля 1944 года за мужество, проявленное в боях с врагом, гвардии старший сержант Сурков награждён орденом Славы 3-й степени.
В бою 27-28 июля 1944 года у железнодорожной станции Скапшпкис Е. Г. Сурков первым поднялся в контратаку, истребил несколько вражеских солдат и офицеров. 3-4 августа 1944 года у города Биржай при отражении вражеской контратаки заменил выбывшего из строя пулемётчика, уничтожил три огневые точки и свыше десяти пехотинцев. Приказом по 43-й армии от 3 октября 1944 года гвардии старший сержант Сурков награждён орденом Славы 2-й степени.
В начале октября 1944 года Сурков во главе отделения в районе города Гаргждай пробрался к реке Миния и, уничтожив два пулемётных расчёта противника, огнём прикрыл выход роты к реке. 10 октября 1944 года в бою на берегу реки первым ворвался в траншею неприятеля, истребил свыше десяти пехотинцев. При отражении контратак врага заменил выбывшего из строя наводчика пулемёта.
Указом Президиума Верховного Совета СССР от 24 марта 1945 года за мужество, отвагу и героизм, , гвардии старший сержант Сурков Егор Григорьевич награждён орденом Славы 1-й степени.
В 1947 году демобилизован. Вернулся в родное село. Трудился в колхозе «Рассвет». Жил в селе Петровское.
Награждён орденами Славы 1-й, 2-й и 3-й степени, Отечественной войны 1-й степени, медалями.